# أنتوني براندون وونغ
أنتوني براندون وونغ (بالإنجليزية: Anthony Wong) هو ممثل أسترالي، ولد في 12 مايو 1965 بسيدني في أستراليا.

## وصلات خارجية
- أنتوني براندون وونغ على موقع IMDb (الإنجليزية)
- أنتوني براندون وونغ على موقع قاعدة بيانات الفيلم (الإنجليزية)